# Diarquia
La diarquia és una forma de govern en què dos dirigents regnen sobre una societat amb el mateix rang i consideració tots dos. Esparta, Roma, Cartago, l'Imperi Romà d'Orient, l'Imperi Germànic, l'Índia i algunes tribus dàcies han estat diarquies.
Andorra i San Marino són exemples de diarquies contemporànies. L'Executiu d'Irlanda del Nord és, en certa manera, una diarquia, ja que de conformitat amb l'Acord de Divendres Sant els dos principals partits governen de manera conjunta.

## Història
A l'antiga Esparta hi va haver un exemple de diarquia quan van regnar junts els agíades i els euripòntides.
A Roma, la primera diarquia citada pels historiadors es va produir des dels primers anys de la fundació de la ciutat. La diarquia de Ròmul i Titus Taci, instaurada després de la guerra de Roma amb els sabins que va seguir el famós rapte de les sabines, es va allargar fins al moment en què Taci va ser mort per una família enemiga i Ròmul no va intervenir-hi ni en defensa ni per venjar el seu company.
Amb la instauració de la República Romana, es va confiar el poder a dos cònsols que s'alternaven al capdavant del govern i de l'exèrcit.
Tot i que la teoria parlava de paritat de dignitats i de drets, no sempre el poder diàrquic es gestionava de la manera prevista. Un famós cas de major influència d'un diarca sobre un altre és el de Juli Cèsar, el «carisma» del qual, el 59 aC, va ser excessiu per al seu company Marc Calpurni Bíbul, que no hi va lluitar en contra, sinó que va acabar refugiant-se a casa seva. Es va parlar llavors, irònicament, del consolat de Juli i de Cèsar.

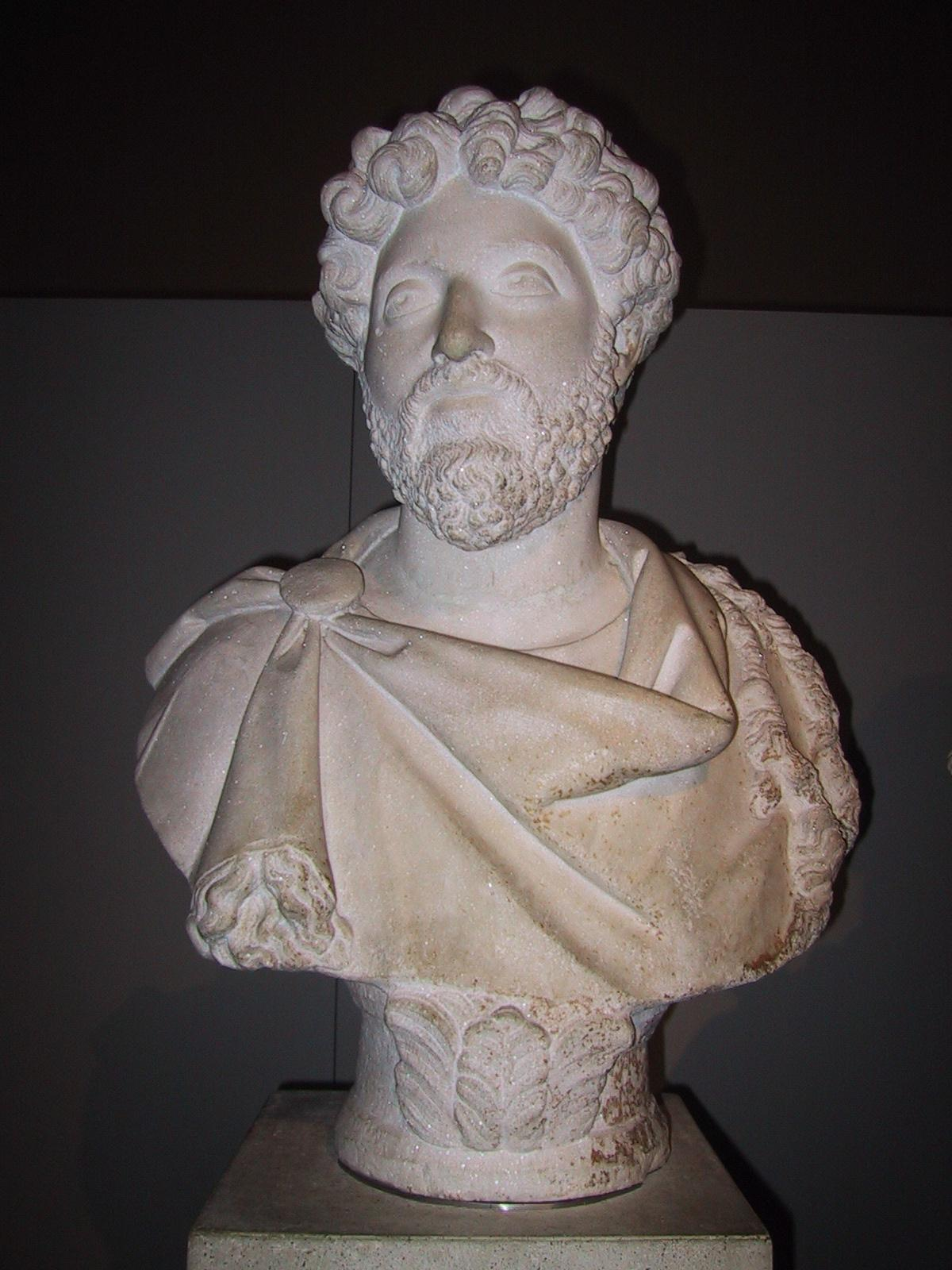
Bust de Marc Aureli

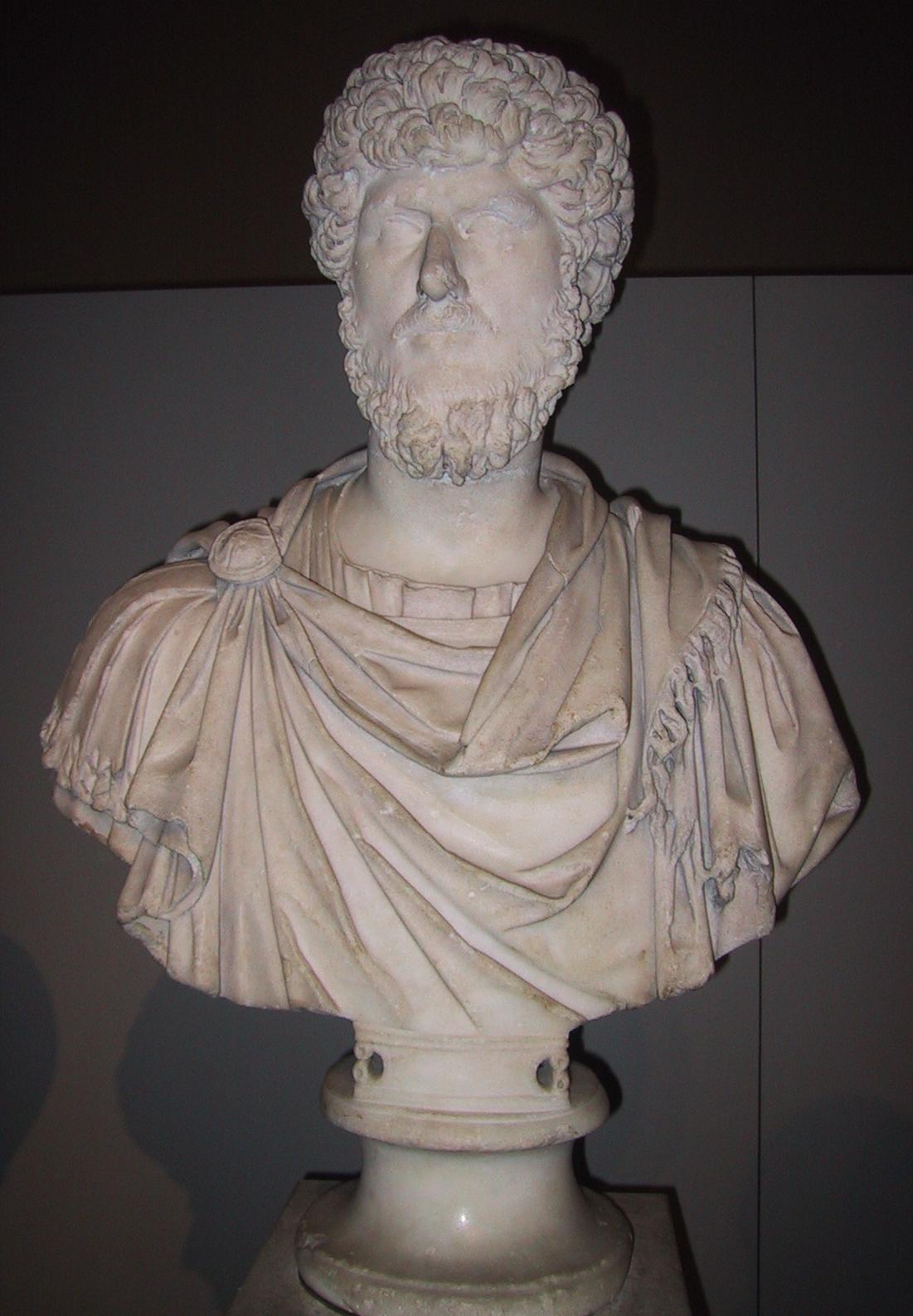
Bust de Luci Ver

El govern diàrquic es va donar també en el període imperial amb les figures de Marc Aureli i Luci Aureli Ver. Això no s'ha de confondre amb la divisió dels poders imperials implantada per Dioclecià (anomenada tetrarquia, és a dir, els quatre comandaments), quan la gestió del molt vast Imperi Romà es va dividir entre l'Imperi Romà d'Orient i l'Imperi Romà d'Occident i cada imperi comptava amb un «August» i un «Cèsar». En aquest cas la gestió del poder suprem dins de cada un dels dos imperis no es compartia.
En el baix Imperi Romà d'Orient es van donar alguns casos d'associació en la més alta magistratura, com el de Constantí VII Porfirogènit i Romà I Lecapè, tot i que probablement es tractava d'una manera d'esquivar les lleis dinàstiques sense provocar la mort del desposseït.
Altres diarquies institucionalitzades van ser els «cònsols» i els «capitans del poble» de la República de Gènova medieval i, en els nostres dies, els coprínceps d'Andorra o els capitans regents de la Sereníssima República de San Marino.

## Formació
En general, les diarquies es formen quan cap poder aconsegueix imposar-se als altres i els dos contendents més forts s'uneixen per a la gestió. Per exemple, s'observa la diarquia Emperador-Església en gairebé tota la història de l'Imperi Romà d'Orient. El poder de vet del Patriarca de l'Església romana d'Orient davant els mandats de l'emperador, en general bastant febles en el terreny polític, va detenir tots els intents imperials per aconseguir aliats a Occident contra els àrabs primer i contra els turcs seljúcides després, que haurien requerit la reunificació de l'Església Ortodoxa amb l'Església Catòlica i que hauria posat fi a la influència del patriarcat ecumènic de Constantinoble.
A l'edat mitjana europea es pot observar un intent diarquitzant a la Lluita de les Investidures. També en aquest cas durant molt de temps el poder es va gestionar des de dos centres: l'emperador del Sacre Imperi Romanogermànic i el papa, fins a la definició del principi cuius regi eius religio que va aconseguir (durant un temps) decidir quin dels diarques havia d'imposar-se i sobre quines bases teòriques o polítiques.
El terme diarquia també es va usar en referència al règim feixista italià, en adquirir Benito Mussolini algunes prerrogatives que anteriorment competien al rei.